# Thù lao diễn thuyết
Thù lao diễn thuyết hay cát-xê diễn thuyết (từ tiếng Pháp là cachet) là tiền công phải trả cho một cá nhân đứng diễn thuyết trước công chúng.
Các diễn giả truyền cảm hứng, doanh nhân, điều phối viên và người nổi tiếng có thể bỏ túi nguồn thu nhập đáng kể từ thù lao diễn thuyết. Năm 2013, 10.000 USD được coi là giới hạn dưới cho diễn giả trực thuộc các văn phòng diễn giả, 40.000 USD là mức thù lao hợp lý cho các tác giả có tiếng tăm, và các chính trị gia nổi tiếng được báo cáo là thu về khoảng 100.000 USD hoặc hơn.
Ngược lại, diễn giả tại các hội thảo khoa học và những sự kiện tương tự hiếm khi có được thù lao diễn thuyết đáng kể hoặc chẳng có một xu nào dính túi. Đôi khi diễn giả thậm chí được trả tiền khi tham dự và có mặt tại một buổi hội thảo, mặc dù có một sự thật khá phổ biến là họ được trả tiền công khi tham dự một cách miễn phí. Các nhà nghiên cứu và các giáo sư đại học coi sự có mặt tại hội thảo là một niềm vinh dự và cần thiết cho sự nghiệp của mình hơn là nghĩa vụ phải làm. Các nhà khoa học là tác giả nổi tiếng lại là một ngoại lệ, và họ có thể kiếm được số tiền tương đương với người nổi tiếng.